# Africada uvular eyectiva
La africada eyectiva uvular es un tipo de sonido consonántico no pulmonar , utilizado en algunas lenguas habladas . El símbolo en el Alfabeto Fonético Internacional que representa este sonido es ⟨ q͡χʼ ⟩ . Se encuentra en algunas lenguas norteamericanas del noroeste del Pacífico, como Wintun y Lillooet , lenguas del sur de África como Gǀui y ǂhua , y en muchas de las lenguas del Cáucaso, especialmente en varias lenguas daguestanas , aunque en ninguna de ellas. Existe una distinción fonémica entre /qχʼ/ y/qʼ/ , y en muchos [qχʼ] y [qʼ] son alófonos. Varias lenguas del África austral tienen un sonido, comúnmente transcrito [kχʼ] , que puede ser ambiguo entre velar y uvular.

## Características
- Su modo de articulación es africada , lo que significa que se produce primero deteniendo el flujo de aire por completo y luego permitiendo que el aire fluya a través de un canal estrecho en el punto de la articulación, lo que provoca turbulencia.

- Su punto de articulación es uvular , lo que significa que se articula con la parte posterior de la lengua (el dorso) en la úvula .

- Su fonación es sorda, lo que significa que se produce sin vibraciones de las cuerdas vocales.

- Es una consonante oral , lo que significa que el aire solo puede escapar por la boca.

- Es una consonante central , lo que significa que se produce al dirigir la corriente de aire a lo largo del centro de la lengua, en lugar de hacia los lados.

- El mecanismo de la corriente de aire es eyectivo (egresivo glótico), lo que significa que el aire es expulsado al bombear la glotis hacia arriba.

## Ocurre en
| Idioma    | Palabra    | AFI       | Significado      | Notas                                                        |
| --------- | ---------- | --------- | ---------------- | ------------------------------------------------------------ |
| Lilooet   | q̓əs        | [q͡χʼəs]   | 'ondulado'       |                                                              |
| Georgiano | ყოფა/q'opa | [q͡χʼɔpʰɑ] | 'ser/existencia' | Un alófono de /qʼ/, en variación libre con [qʼ], [ʔ] o [χʼ]. |